# Église Saint-Jean-Baptiste de Brocas
Pour les articles homonymes, voir Église Saint-Jean-Baptiste.
Ne pas confondre avec l'église Saint-Pierre de Brocas.
L'église Saint-Jean-Baptiste est une église catholique située à Brocas, en France.

## Historique
Une église existe à Brocas dès le XIe siècle, propriété de l'abbaye de Saint-Sever. Pour une raison inconnue, elle est reconstruite au XIIe siècle. 
En 1569 lors des guerres de Religion, elle est endommagée et pillée par les troupes protestantes. Elle l'est à nouveau en 1653 pendant la Fronde. Malgré une restauration en 1856, l'église s'effondre dans la nuit du 2 au 3 mars 1928.
Les travaux pour reconstruire l'église actuelle ont débuté en 1930, menés par l'architecte Léonce Léglise et terminés en 1936 par Franck Bonnefous. Il s'agirait de la première église landaise bâtie en béton, afin de répondre au souhait du maire de l'époque Robert Bézos, d'« inscrire sa commune dans la modernité ».
L'église actuelle a conservé plusieurs éléments de l'ancien bâtiment : le maître-autel, les trois verrières du chœur et la pietà qui orne le monument aux morts.

## Description
L'église Saint-Jean-Baptiste se situe au centre du village de Brocas, dans les Landes, sur la place Robert Bézos, à côté de la mairie. Dédiée à Jean le Baptiste, elle est rattachée à la paroisse Saint-Jacques-de-la-Douze-et-d'Albret du diocèse d'Aire et Dax.
L'église de Brocas est un édifice en béton, comportant 3 vaisseaux. La nef centrale se termine par un chevet. L'édifice est surmonté, au-dessus de son portail, par un clocher au plan carré. Il comprend deux cloches de bronze,.
L'église abrite un maître-autel du XVIIIe siècle en marbre polychrome attribué aux frères Mazzetti, classé au titre d'objet aux monuments historiques,.
Le bâtiment abrite le monument aux morts de la commune, qui se compose d'un groupe sculpté, d'une piéta et d'une victoire portant palme et couronne, croix catholique et croix de guerre.
Contrairement à beaucoup d'églises, l'église de Brocas est orientée vers l'est.
Une mosaïque représentant Saint Jean Baptiste couronne le porche. Elle a été réalisée en 1931 par Anselme Foscato.

## Mobilier
- Le maître autel de marbre blanc repose sur deux gradins de pierre.
- Les trois vitraux du chœur datent de 1865, mais leur partie basse a été rajoutée en 1930. Les vitraux sur les côtés ont été réalisés en 1930 par la maison Dagrant de Bordeaux.

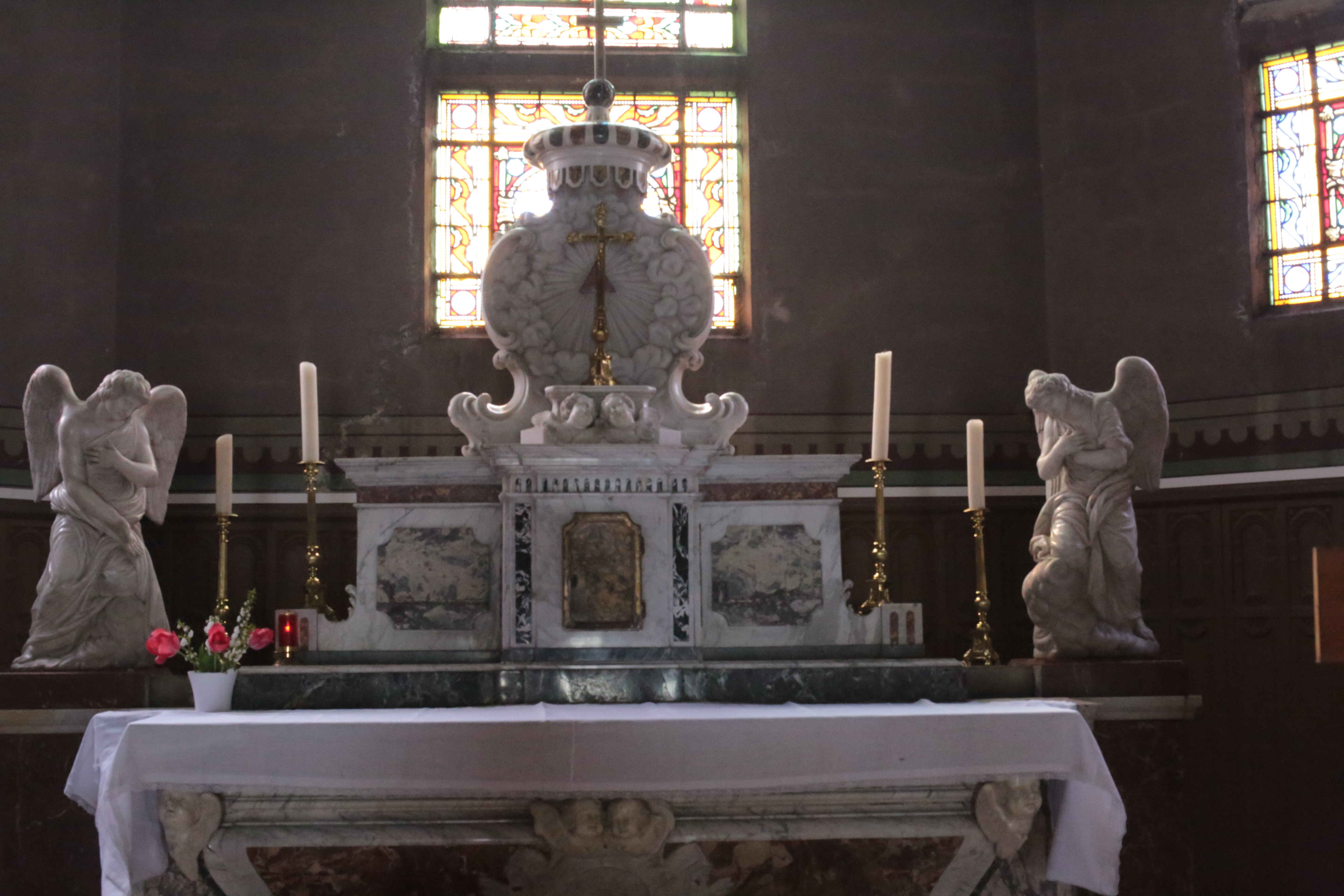
Maître autel.
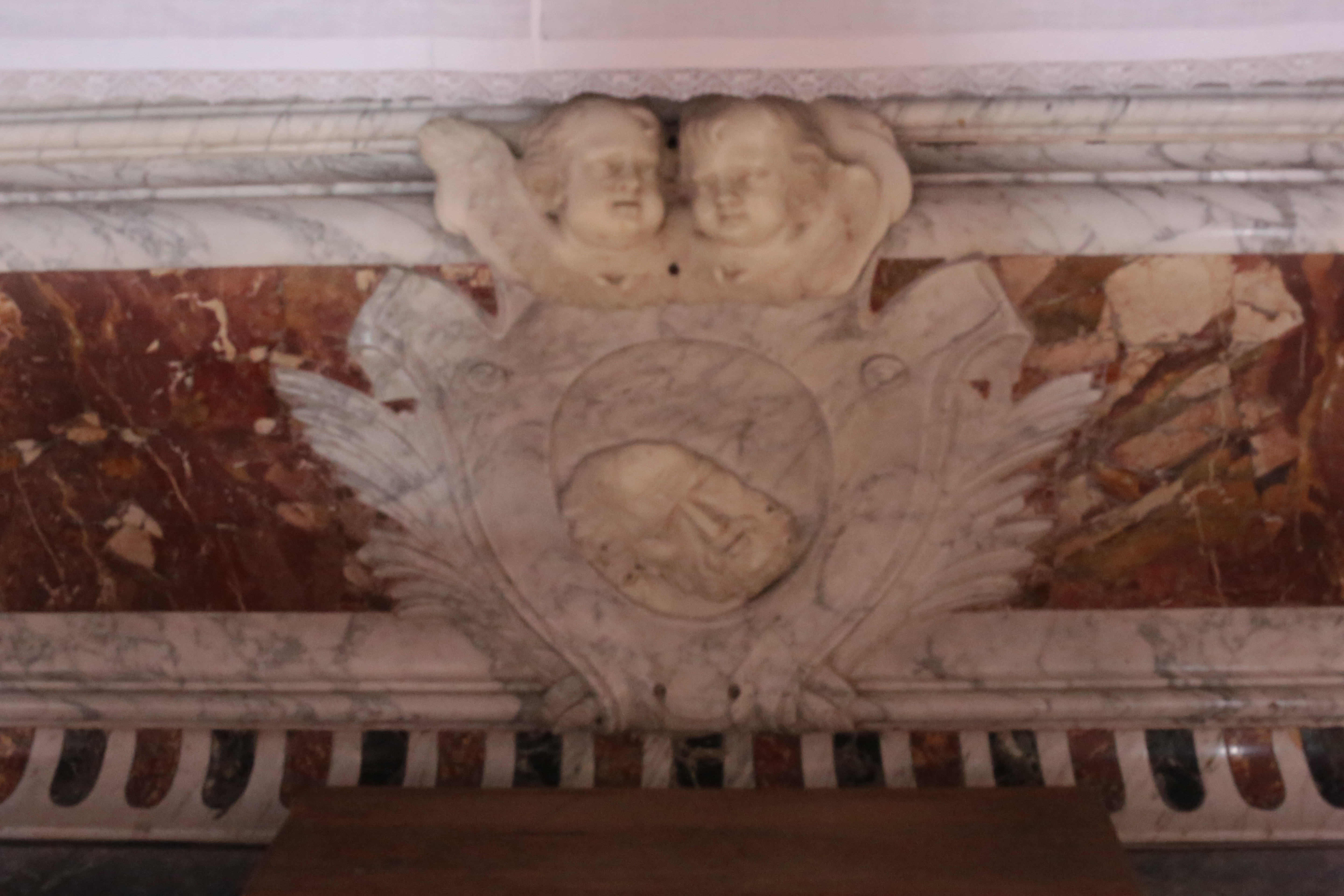
Médaillon de l'autel.
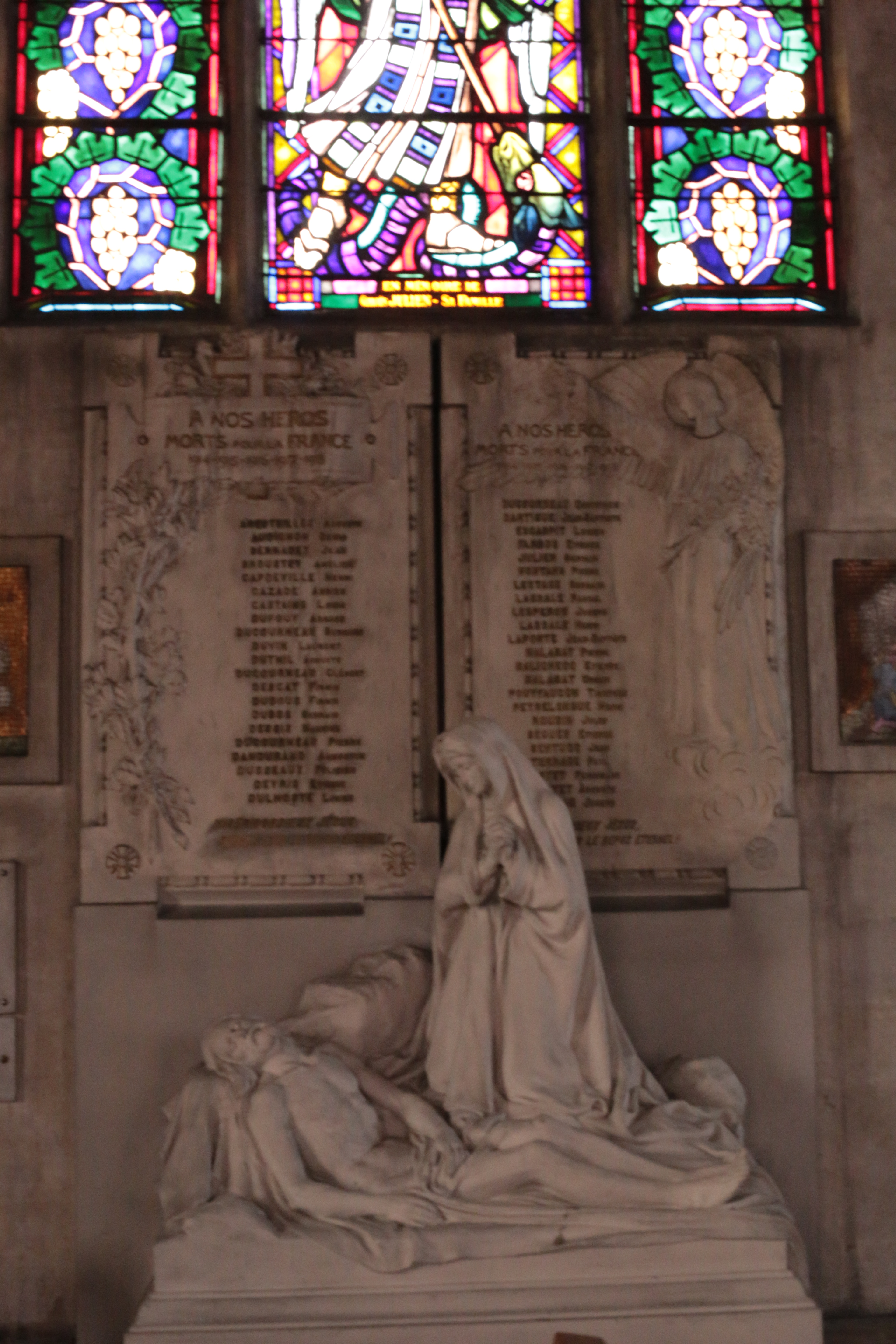
Monument aux morts et pièta.
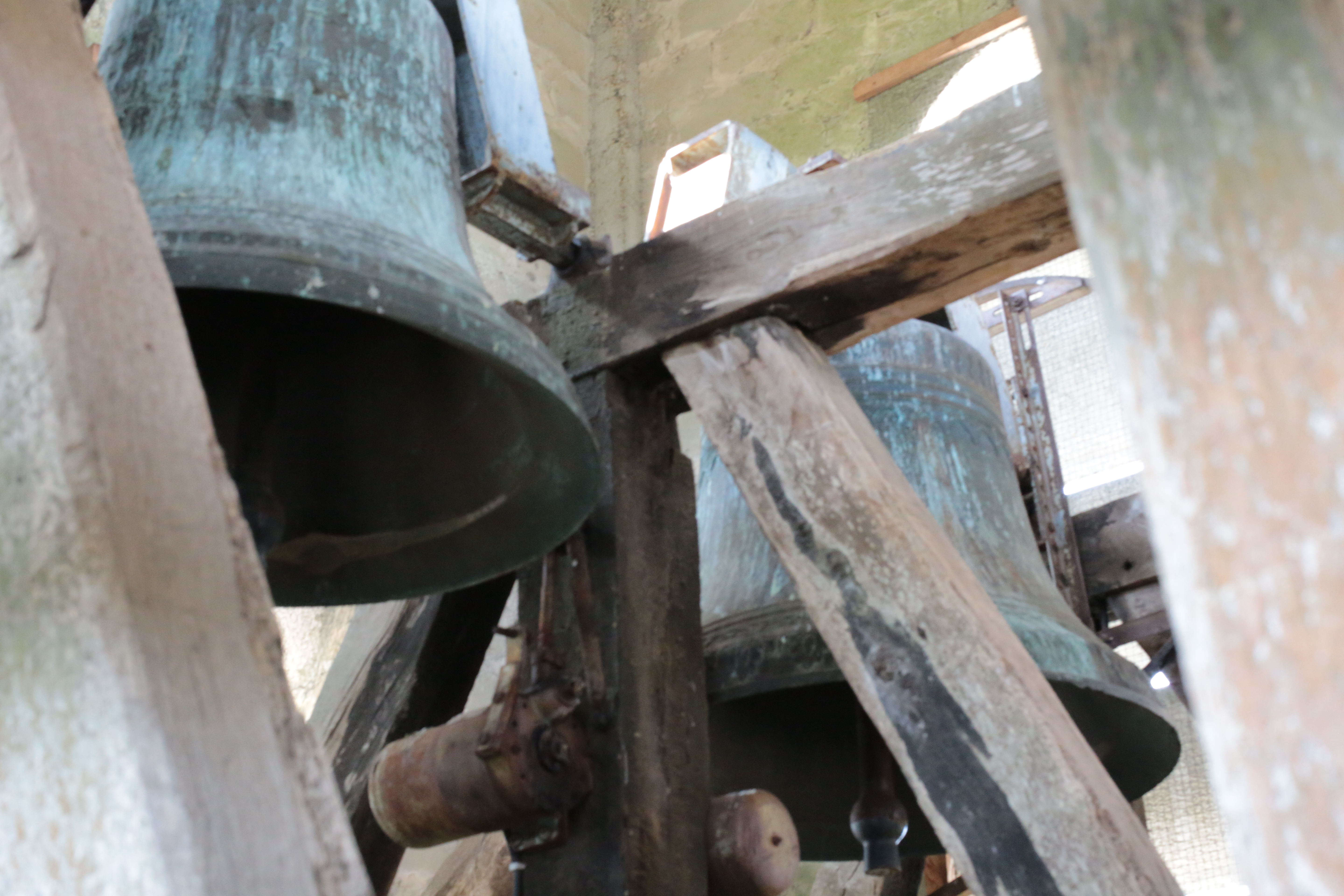
Cloches en bronze.